# Skodje
Skodje és un municipi situat al comtat de Møre og Romsdal, Noruega. Té 4.620 habitants (2016) i té una superfície de 120.28 km². El centre administratiu del municipi és el poble homònim.